# Valea Măcrișului
Valea Măcrișului es una comuna ubicada en el distrito de Ialomița, Rumania.

## Superficie
Cuenta con una superficie de 48,60 kilómetros cuadrados.

## Demografía
Hasta 2021 la población era de 1554 habitantes, con una densidad de población de 31,98 habitantes por kilómetro cuadrado.